# 西吉県
西吉県（せいきつ-けん）は中華人民共和国寧夏回族自治区固原市に位置する県。

## 行政区画
- 鎮:吉強鎮、興隆鎮、平峰鎮、将台堡鎮
- 郷:新営郷、紅耀郷、田坪郷、馬建郷、震湖郷、興平郷、西灘郷、王民郷、什字郷、馬蓮郷、硝河郷、偏城郷、沙溝郷、白崖郷、火石寨郷